# Åmåls stadsförsamling
Åmåls stadsförsamling var en församling för Åmåls stad i Karlstads stift i nuvarande Åmåls kommun. Församlingen uppgick 1963 i Åmåls församling.
Kyrka var Åmåls kyrka.

## Administrativ historik
Församlingen bildades 1 april 1643 genom en utbrytning ur Åmåls församling som då tog namnet Åmåls landsförsamling. År 1963 slog dessa ihop och bildade åter Åmåls församling.

### Pastorat
- 1 april 1643 till 1655: annexförsamling i pastoratet Edsleskog (moderförsamling), Fröskog, Laxarby, Mo, Åmåls landsförsamling och Åmåls stadsförsamling.
- 1655 till 1 januari 1963: moderförsamling i pastoratet Åmåls stadsförsamling och Åmåls landsförsamling.

## Organister
| Period    | Namn                | Levnadstid | Övrigt   |
| --------- | ------------------- | ---------- | -------- |
| 1820-1857 | Lars Gustaf Högdahl | 1800-1857  | Organist |
| 1858-1881 | Jan Håkansson Hedén | 1830-1896  | Organist |

## Befolkningsutveckling
| Befolkningsutvecklingen i Åmåls stadsförsamling 1780–1960                                               | Befolkningsutvecklingen i Åmåls stadsförsamling 1780–1960 | Befolkningsutvecklingen i Åmåls stadsförsamling 1780–1960 | Befolkningsutvecklingen i Åmåls stadsförsamling 1780–1960 | Befolkningsutvecklingen i Åmåls stadsförsamling 1780–1960 |
| --- | --------------------------------------------------------- | --------------------------------------------------------- | --------------------------------------------------------- | --------------------------------------------------------- |
| |                                                           |                                                           |                                                           |                                                           |
| År |                                                           |                                                           | Folkmängd                                                 |                                                           |
| 1780 | 1780                                                      |                                                           | 796                                                       |                                                           |
| 1790 | 1790                                                      |                                                           | 663                                                       |                                                           |
| 1800 | 1800                                                      |                                                           | 842                                                       |                                                           |
| 1810 | 1810                                                      |                                                           | 843                                                       |                                                           |
| 1820 | 1820                                                      |                                                           | 1 160                                                     |                                                           |
| 1830 | 1830                                                      |                                                           | 1 302                                                     |                                                           |
| 1840 | 1840                                                      |                                                           | 1 450                                                     |                                                           |
| 1850 | 1850                                                      |                                                           | 1 329                                                     |                                                           |
| 1860 | 1860                                                      |                                                           | 1 629                                                     |                                                           |
| 1870 | 1870                                                      |                                                           | 1 687                                                     |                                                           |
| 1880 | 1880                                                      |                                                           | 2 454                                                     |                                                           |
| 1890 | 1890                                                      |                                                           | 2 756                                                     |                                                           |
| 1900 | 1900                                                      |                                                           | 3 351                                                     |                                                           |
| 1910 | 1910                                                      |                                                           | 4 288                                                     |                                                           |
| 1920 | 1920                                                      |                                                           | 5 655                                                     |                                                           |
| 1930 | 1930                                                      |                                                           | 6 764                                                     |                                                           |
| 1940 | 1940                                                      |                                                           | 7 086                                                     |                                                           |
| 1950 | 1950                                                      |                                                           | 8 071                                                     |                                                           |
| 1960 | 1960                                                      |                                                           | 9 208                                                     |                                                           |
| Anm: Källor: Umeå universitet - Tabellverket 1749-1859, Demografiska databasen, CEDAR, Umeå universitet |                                                           |                                                           |                                                           |                                                           |